# Ekomuzej hmeljarstva in pivovarstva
Ekomuzej hmeljarstva in pivovarstva je interaktivni muzej, ki ponuja sprehod skozi zgodbo hmelja v Spodnji Savinjski dolini imenovani tudi Dolina zelenega zlata. To ime priča o pomenu hmelja za omenjeno regijo. Ekomuzej se nahaja v Žalcu, v prenovljeni hmeljarski sušilnici Inštituta za hmeljarstvo in pivovarstvo. Je del turističnega projekta Dolina zelenega zlata.
Gradivo v muzeju je zbrano tudi s pomočjo krajanov okoliških občin, njihovih lastnih zbirk orodij, spominov. Na ta način aktivno povezuje v muzejsko družino vsakogar, ki je bodisi prispeval del svojih spominov ali pa je del zgodbe o hmelju. Ekomuzej tako odseva željo lokalnega prebivalstva po raziskovanju lastnega izvora in zgodovine ter prispeva k lokalnem razvoju.

## Partnerji
Občine Spodnje Savinjske doline sodijo med najpomembnejše partnerje - pooblastitelje Ekomuzeja:
- Občina Braslovče
- Občina Polzela
- Občina Prebold
- Občina Tabor
- Občina Vransko
- Občina Žalec

Omenjene občine nastopajo kot pobudnik, ustanovitelj, pooblastitelj in najpomembnejši partner, ki od samega ustanavljanja Ekomuzeja dalje zagotavljajo določeno trajnost in vzdržnost. Poleg občin so sodelavci Ekomuzeja tudi druge institucije:
- Inštitut za hmeljarstvo in pivovarstvo Žalec
- Hmezad Export - Import
- Razvojna agencija Savinja
- Zavod za kulturo, šport in turizem Žalec
- Zveza turističnih društev Občine Žalec

In nekatere hmeljarske kmetije, muzejske zbirke v Preboldu, na Vranskem, v Šentandražu in drugod.

## Financiranje
Projekt oziroma operacija je prijavljena na prvi javni razpis za prednostno usmeritev »Regionalni razvojni programi« v okviru operativnega programa krepitve regionalnih razvojnih potencialov za obdobje 2007 - 2013, razvojne prioritete »Razvoj regij« in bo sofinancirana v višini do 85 % upravičenih stroškov iz sredstev Evropske unije - Sklada za regionalni razvoj. Občina Žalec  v tem javnem razpisu nastopa kot naročnik, ki je v svojem in v imenu občin - partneric (glej zgoraj) uporabnik finančne pomoči. 15 % upravičenih stroškov ter vrednost DDV zagotavlja vsaka od občin partneric za pripadajoči delež celotne operacije.

## Vsebina ekomuzeja
Ekomuzej ponuja sprehod skozi:
- hmeljarsko identiteto spodnje savinjske
- hmeljarske šege
- socialni in družbeni položaj obiralk(-cev) hmelja
- socialni in družbeni položaj velikih in malih hmeljarjev
- hmeljarsko delo na družbenih posestvih
- prehrano, obleko, spanje
- zaslužke obiralcev, hmeljarjev, kmečkih delavcev zadružnih posestvih in podobno

Prikaze hmeljarske tehnologije si je mogoče ogledati na različnih lokacijah hmeljarskih kmetij po celi regiji, novejšo tehnologijo pa na poskusnih hmeljskih nasadih Inštituta za hmeljarstvo in pivovarstvo, v neposredni okolici stavbe ekomuzeja in na hmeljarskih kmetijah.
Hmeljarske kmetije predstavljajo povsem vsakdanje kmetije današnjega časa, ki ji še vedno prav hmeljarstvo usmerja in določa delovni vsakdanjik tako v povsem sodobnih tehnoloških okvirih kot v navezavi na tradicionalne oblike hmeljarstva. Dediščina se »svobodno« prepleta s sodobnostjo in razkriva privlačnosti in posebnosti hmeljarstva, še posebej zanimive za sodobno turistično dejavnost Spodnje Savinjske doline. 

### Podrobnejša vsebina
- uvajanje hmeljarstva v dolino in umikanje nekaterih prepoznavnih dejavnosti (vinogradništvo, reja konj)
- vloga in pomen društva Zbor hmeljskih starešin in princes Slovenije in številnih prizadevnih hmeljarjev, ki so iskali mednarodne povezave
- vloga in pomen Inštituta za hmeljarstvo in pivovarstvo
- ročno obiranje hmelja in prihod obiralcev v dolino (30.000 do 40.000 sezonskih delavcev)
- uvajanje strojnega obiranja in razkroj tradicionalnega življenja
- izjemno poznavanje tehnologij pridelave in obdelave hmelja na ravni hmeljarjev
- dobra organiziranost hmeljarjev
- prireditve, ki spremljajo delo (Dan hmeljarjev v Braslovčah[3], Hmeljarski likof v Petrovčah, izbor hmeljarskih starešin in princes, pohod po hmeljskih poti, postavljanje hmeljevk, star način obiranja hmelja v Žalcu)
- mednarodno povezovanje, ugled slovenskega hmelja in priznanje slovenskim hmeljarjem
- trdoživost savinjskega hmeljarja in nadaljevanje hmeljarske dejavnosti tudi v najhujših krizah (1929, 1930, 1941-1945, 1995, 1997)
- sušenje in transport hmelja
- uvajanje mehanizacije v obdelavo hmeljišč
- izobraževanje hmeljarjev, dvig osebnega in družbenega standarda v Savinjski dolini
- splošna razgledanost hmeljarjev v primerjavi z drugimi slovenskimi območji
- ponovno oživljanje vinogradništva (Društvo Savinjskih vinogradnikov) in reje konj v neagrarnem okolju

## Interaktivnost
Ekomuzej poskrbi za vse čute obiskovalca - tip, okus, vonj, sluh in vid.
- vonj hmelja
- okus hmelja
- poslušanje hmeljskih povesti
- ogled filmov in dokumentarnega programa v okviru osrednjega ekomuzeja in po posameznih kmetijah - točkah doline
- postavljanje hmeljevk in obiranje hmelja na star način v avtentičnem okolju (Kale pri Ponikvi)

## Urejenost muzeja
Ekomuzej ima:
- Upravni odbor (zastopani predstavniki muzeja in pooblastiteljev-lokalna oblast)
- Odbor uporabnikov (zastopana različna lokalna združenja - sodelavci in partnerji)
- Znanstveni odbor (visoko usposobljeni muzejski in znanstveni kadri)

Zaradi te urejenosti je ekomuzej v Sloveniji nekaj posebnega. Ekomuzej ponuja vodenje po zbirki v angleščini in nemščini ponekod s pomočjo kratkih povzetkov, drugje s prevodom vsega gradiva v tuje jezike. Za otroke je v sklopu vzporednih promocijskih aktivnostih organizirana likovna kolonija. Obisk ekomuzeja je zaradi koncepta pedagoškega dela muzeja prilagojen predšolskim otrokom, višji in nižji stopnji osnovnošolskega programa, dijakom, študijskim ogledom muzeja ter družinam in tudi odraslim obiskovalcem. Muzej je prijazen invalidom - dostop z invalidskim vozičkom je mogoč po celotnem ekomuzeju.

## Trgovina
Izdelki, ki jih obiskovalci lahko kupijo za spomin so:
- čaj
- pivski paket - za kuhanje piva doma
- pivski recepti
- knjiga savinjske gastronomije
- knjiga Hmeljske ceste in poti (peš, s kolesom ali avtom)